# ستيوارت جيمس
ستيوارت جيمس (بالإنجليزية: Stuart James)‏ هو سياسي أسترالي، ولد في 24 سبتمبر 1978.

## وصلات خارجية
- الموقع الرسمي